# Kim Kyong-il
Kim Kyong-il (en hangul: 김경일; en hanja: 金京一; Pionyang, Corea del Norte, 11 de diciembre de 1988) es un futbolista norcoreano que juega como centrocampista o delantero en el Rimyongsu Sports Club de la Liga de fútbol de Corea del Norte.

## Selección nacional
Ha jugado en siete ocasiones con la selección de fútbol de Corea del Norte. En mayo de 2010, fue incluido en la lista de 23 jugadores para disputar la Copa del Mundo de 2010.

### Participaciones en Copas del Mundo
| Mundial                               | Sede      | Resultado        | Partidos | Goles |
| ------------------------------------- | --------- | ---------------- | -------- | ----- |
| Copa Mundial de Fútbol Sub-17 de 2005 | Perú      | Cuartos de final | 4        | 2     |
| Copa Mundial de Fútbol Sub-20 de 2007 | Canadá    | Fase de grupos   | 3        | 0     |
| Copa Mundial de Fútbol de 2010        | Sudáfrica | Fase de grupos   | 0        | 0     |

## Clubes
| Club      | País            | Año   |
| --------- | --------------- | ----- |
| Rimyongsu | Corea del Norte | 2005- |